# Soual
Soual is een gemeente in het Franse departement Tarn (regio Occitanie) en telt 1987 inwoners (1999). De plaats maakt deel uit van het arrondissement Castres.

## Geografie
De oppervlakte van Soual bedraagt 14,2 km², de bevolkingsdichtheid is 139,9 inwoners per km².

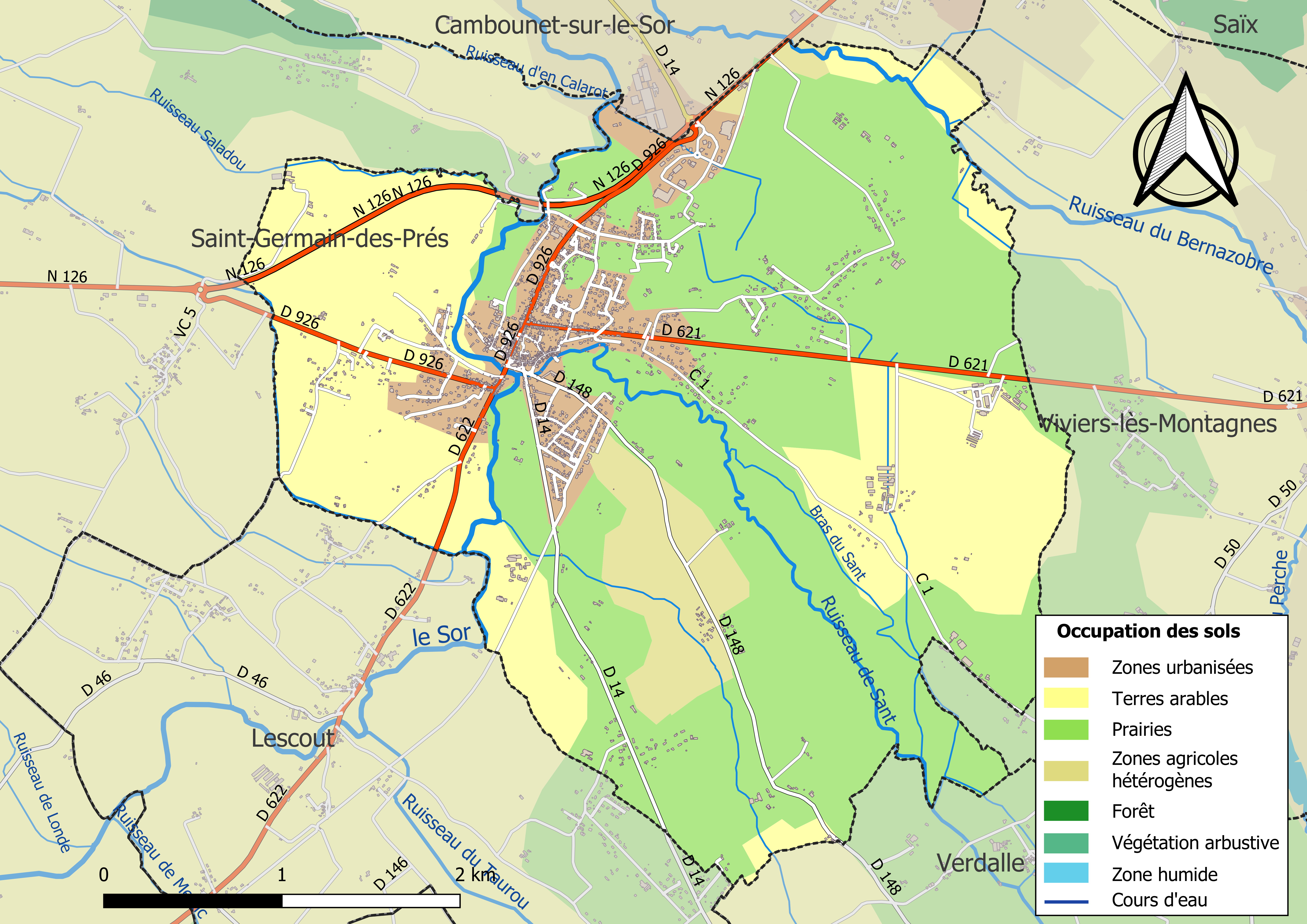
Kaart van de gemeente met de belangrijkste infrastructuur, bodemgebruik en omliggende gemeenten

## Demografie
Onderstaande figuur toont het verloop van het inwonertal (bron: INSEE-tellingen).